# 狼山都督府
狼山都督府，唐朝羁縻都督府，永徽元年（650年），車鼻可汗被唐軍擊敗，原於其統治下的突厥歌邏祿右廂安置於鬱督軍山（今蒙古國杭愛山一帶），設有狼山都督府，屬燕然都護府，显庆三年（658年）改为狼山州。史書對狼山都督府的歸屬記載互有出入，《通典》、《唐會要》、《舊唐書》多稱其隸屬於單于都護府，而《新唐書》記載則將其歸入當時尚未成立的雲中都護府，《唐會要》另有一處稱其隸燕然都護府。岑仲勉認為其屬於燕然都護府，王世麗則在研究中分析，狼山都督府的地理位置在大沙磧以北，與燕然都護府較接近，透過燕然都護府之中的回紇也更方便控制葛邏祿部，也得出其屬於燕然都護府的結論。